# 分子科学研究所
分子科学研究所（ぶんしかがくけんきゅうじょ、英語: Institute for Molecular Science、略称：IMS）は、自然科学研究機構を構成する、愛知県岡崎市にある大学共同利用機関。略称は分子研。
1975年4月22日に、愛知教育大学の旧図書館を仮庁舎とし、分子構造研究系、電子構造研究系、分子集団研究系の3つの研究系と機器センターをもつ研究所として設立された。分子科学分野における日本の中核的な国立研究所である。総合研究大学院大学の大学院生に対する教育も実施している。全国の大学が実験機器を相互利用するプロジェクトである大学連携研究設備ネットワークの全国事務局が置かれている。

## 概要

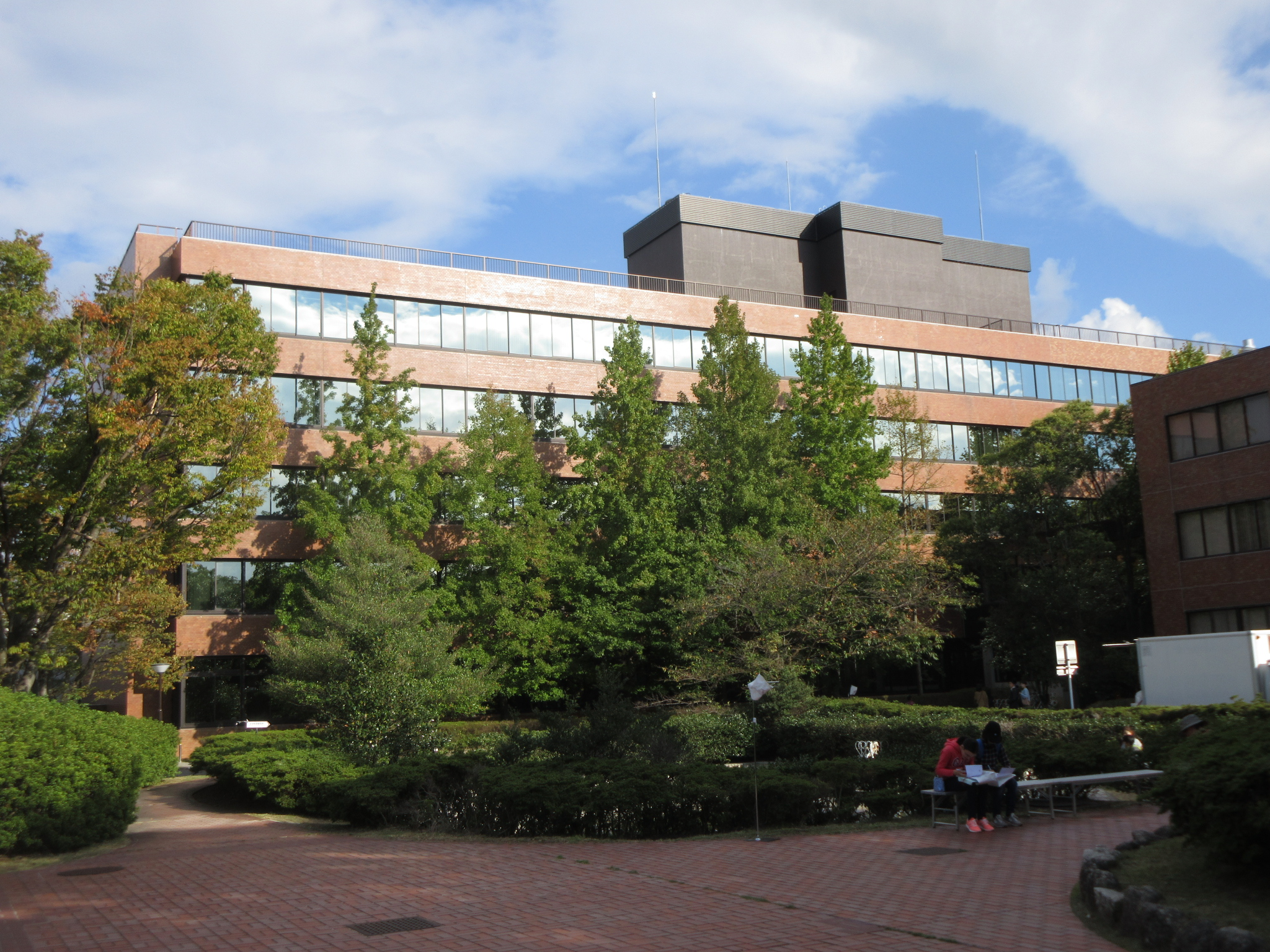
明大寺キャンパス

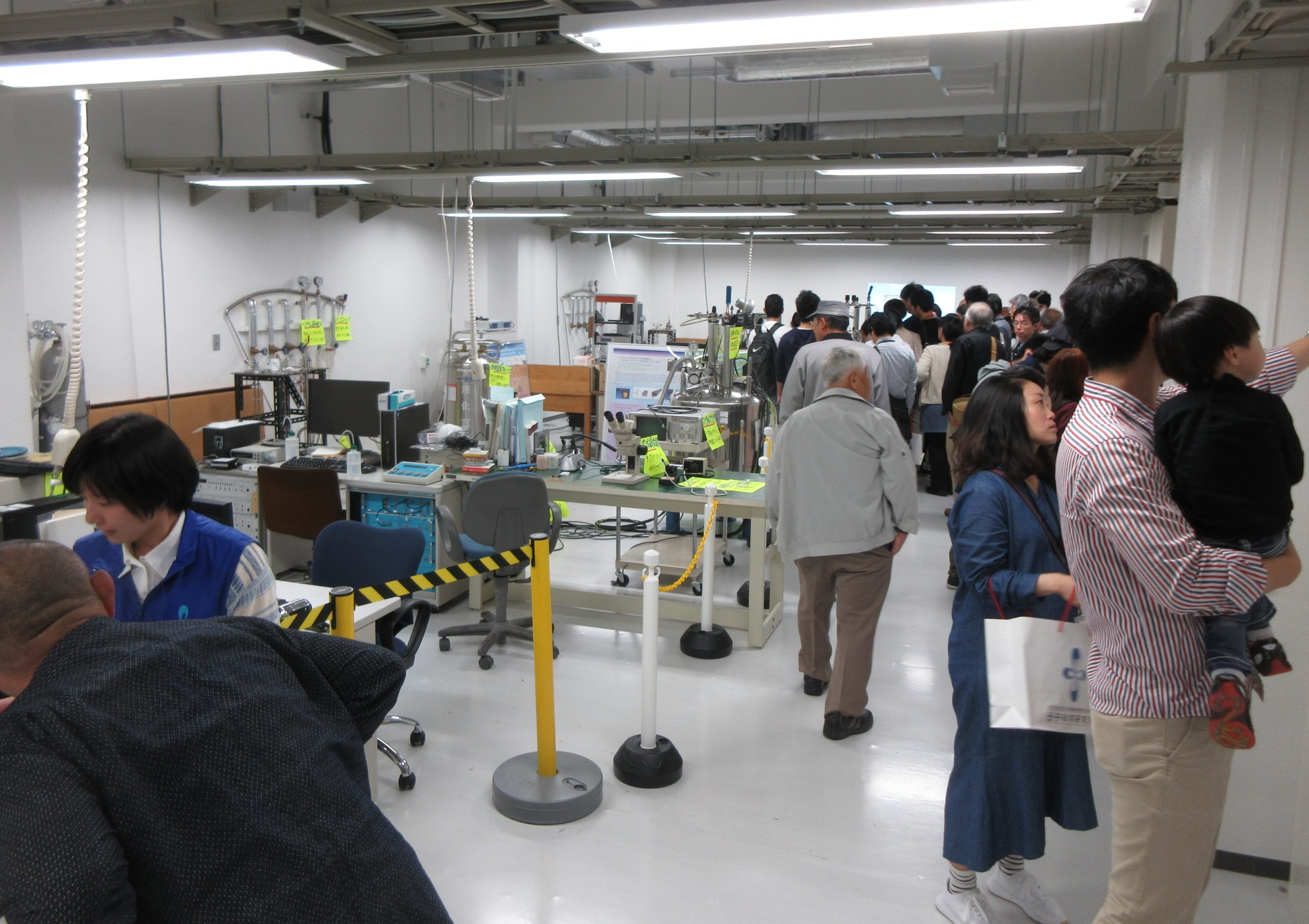
一般公開（2018年10月20日）

大型測定機器や高速計算機など非常に高額で大学単独では購入することが難しい研究機器を整備し、全国の大学へ開放することで、世界トップクラスの分子科学研究を行う拠点として設立された。当時の大学が抱えていた教授中心の閉鎖性、非流動性、非効率性など、研究を妨げる諸問題を打破するため、教室系技官の各教授からの独立、教室系技官を組織した技術課の設置、教授と助教授の独立した半講座制、研究者の内部昇進禁止、助手の任期制、所長を構成員選挙で選ばないことなど、研究者の流動性を確保することで研究施設を広く開放するための制度を、最初に導入した研究所である。物理学者や化学者の間では、ノーベル賞を取るために設立された研究所と言われている。
組織の規模は大きくないが、物理と化学の精鋭のみを集めている研究所である。ノーベル賞を受賞した研究者は未だいない（自然科学研究機構の中では大隅良典がノーベル生理学・医学賞を2016年に受賞している）が、分野を代表する世界的な研究者や、東京大学・京都大学など有力大学に属する物理学者や化学者で当研究所での研究を経験したものは多い。
2008年4月現在、以下の4つの研究領域と6つの研究施設及び技術課を有している。
- 研究領域
  - 理論・計算分子科学研究領域
  - 光分子科学研究領域
  - 物質分子科学研究領域
  - 生命・錯体分子科学研究領域
- 研究施設
  - 極端紫外光研究施設(UVSOR) （放射光施設）
  - 分子制御レーザー開発研究センター
  - 分子スケールナノサイエンスセンター
  - 機器センター
  - 装置開発室
  - 安全衛生管理室

また、計算科学研究センター、生命創成探究センターとも連携している。経理など管理業務は岡崎統合事務センターで行われている。

## 沿革
- 1963年 - 分子科学研究所設立趣意書が小谷正雄（学習院大学)、井早康正（電気通信大学）、青野茂行（金沢大学）らによって起草される。
- 1965年 - 12月13日、日本学術会議「分子科学研究所（仮称）」設立勧告。会長は朝永振一郎。
- 1973年
  - 10月31日、学術審議会、分子科学研究所、基礎生物学研究所、生理学研究所（仮称）を緊急に設立することが適当である旨の報告がなされる。
  - 末頃、分子科学研究所、基礎生物学研究所、生理学研究所の設置場所として、愛知県岡崎市明大寺町（愛知教育大学跡地）が候補地となる。
- 1974年
  - 4月11日、東京大学物性研究所に「分子科学研究所創設準備室」が設置される。
  - 7月6日、3研究所の設置場所が愛知県岡崎市に決定。
- 1975年 - 4月22日、国立学校設置法を一部改正する法律の施行により、文部省の附属機関として分子科学研究所が設立される[7]。
- 1981年 - 生物科学総合研究機構との統合により岡崎国立共同研究機構分子科学研究所に改組。
- 2004年 - 法人化により大学共同利用機関法人自然科学研究機構設立。
- 2017年 - 主任研究員制度を導入。

## 歴代所長
| 代   | 氏名     | 就任日       | 退任日        | 備考                                   |
| ---- | -------- | ------------ | ------------- | -------------------------------------- |
| 初代 | 赤松秀雄 | 1975年5月1日 | 1981年3月31日 |                                        |
| 2代  | 長倉三郎 | 1981年4月1日 | 1987年3月31日 | 1985年、岡崎国立共同研究機構長を兼職。 |
| 3代  | 井口洋夫 | 1987年4月1日 | 1993年3月31日 | 1993年、岡崎国立共同研究機構長に就任。 |
| 4代  | 伊藤光男 | 1993年4月1日 | 1999年3月31日 |                                        |
| 5代  | 茅幸二   | 1999年4月1日 | 2004年3月31日 |                                        |
| 6代  | 中村宏樹 | 2004年4月1日 | 2010年3月31日 |                                        |
| 7代  | 大峯巖   | 2010年4月1日 | 2016年3月31日 |                                        |
| 8代  | 川合眞紀 | 2016年4月1日 | 2022年3月31日 |                                        |
| 9代  | 渡辺芳人 | 2022年4月1日 |               |                                        |

## 一般公開
3年に一度、秋に研究施設の一般公開が行われる。近年は2018年10月20日に開催された。

## アクセス
名古屋鉄道本線東岡崎駅が最寄り駅。東海道新幹線豊橋駅、名古屋駅（あるいは金山駅までJR東海道線か中央線で行っても良い）にて名鉄本線へ乗り換えで、いずれも30分程度。中部国際空港からは東岡崎駅へは名鉄が利用できる他、直行バスもある。いずれも1時間程度。駅から南口を出て徒歩5分程度。